# 1 Eskadra Lotnictwa Taktycznego
1 Eskadra Lotnictwa Taktycznego „Warszawa” im. gen. bryg. pil. Stefana Pawlikowskiego (1 elt) – pododdział Sił Powietrznych RP.

## Formowanie
Z dniem 1 stycznia 2001 roku, na bazie rozformowanego 1 Pułku Lotnictwa Myśliwskiego "Warszawa" sformowana została 1 Eskadra Lotnictwa Taktycznego.
2 dniem 1 lipca 2010 roku  eskadra została włączona w skład 23 Bazy Lotnictwa Taktycznego w Mińsku Mazowieckim.

## Dowódcy eskadry
- ppłk dypl. pil. Krzysztof Rosa (2001 - 2003)
- ppłk dypl. pil. Stefan Rutkowski (2003 - 2005)
- ppłk dypl. pil. Robert Cierniak (2005 - 2007)
- ppłk dypl. pil. Robert Kozak (2007 - 2010)